# Émerson Leão
Émerson Leão (sinh ngày 11 tháng 7 năm 1949) là một cầu thủ bóng đá người Brasil.

## Đội tuyển bóng đá quốc gia Brasil
Émerson Leão thi đấu cho đội tuyển bóng đá quốc gia Brasil từ năm 1970-1986.

## Thống kê sự nghiệp
| Đội tuyển bóng đá Brasil | Đội tuyển bóng đá Brasil | Đội tuyển bóng đá Brasil |
| Năm                      | Trận                     | Bàn                      |
| ------------------------ | ------------------------ | ------------------------ |
| 1970                     | 2                        | 0                        |
| 1971                     | 0                        | 0                        |
| 1972                     | 4                        | 0                        |
| 1973                     | 5                        | 0                        |
| 1974                     | 15                       | 0                        |
| 1975                     | 0                        | 0                        |
| 1976                     | 5                        | 0                        |
| 1977                     | 13                       | 0                        |
| 1978                     | 12                       | 0                        |
| 1979                     | 8                        | 0                        |
| 1980                     | 0                        | 0                        |
| 1981                     | 0                        | 0                        |
| 1982                     | 0                        | 0                        |
| 1983                     | 14                       | 0                        |
| 1984                     | 0                        | 0                        |
| 1985                     | 0                        | 0                        |
| 1986                     | 2                        | 0                        |
| Tổng cộng                | 80                       | 0                        |